# Ademir Quintino
Ademir Quintino dos Santos Junior (Santos, 26 de fevereiro de 1973) é radialista e jornalista
É vencedor de 3 prêmios ACEESP (Associação dos Cronistas Esportivos do Estado de São Paulo).
É pai do futebolista Andrey Quintino.

## Carreira
Logo após seu nascimento mudou-se para Cubatão. Atuou nas categorias de base da Portuguesa Santista, Jabaquara e São Paulo e no futsal do Corinthians.
Iniciou a carreira de radialista em 1997. Se formou em Jornalismo pela Universidade Católica de Santos em 2000.
Ocupou o cargo de assessor de imprensa do Legislativo Cubatense de 2009 a 2011. Ganhou a Medalha Legislativa do Mérito Esportivo da Câmara Municipal de Cubatão.
Em 2015, ganhou dois troféus do Prêmio ACEESP (Associação dos Cronistas Esportivos do Estado de São Paulo) como "melhor repórter de rádio" e "blog esportivo". No ano seguinte, venceu novamente na categoria Colunista/Blogueiro.
De janeiro de 2017 a julho de 2019 trabalhou no Esporte Interativo, participando do programa +90.
Desde 2019, é repórter da rádio Energia 97 FM participando do programa Estádio 97 e das transmissões dos jogos da emissora. 

## Prêmios
| Ano  | Prêmio                                                                     | Categoria           | Resultado | Ref.  |
| ---- | -------------------------------------------------------------------------- | ------------------- | --------- | ----- |
| 2015 | Troféu ACEESP (Associação dos Cronistas Esportivos do Estado de São Paulo) | Repórter de rádio   | Venceu    | [ 5 ] |
| 2015 | Troféu ACEESP (Associação dos Cronistas Esportivos do Estado de São Paulo) | Blog Esportivo      | Venceu    | [ 5 ] |
| 2016 | Troféu ACEESP (Associação dos Cronistas Esportivos do Estado de São Paulo) | Colunista/Blogueiro | Venceu    | [ 6 ] |